# Betafaktor
Als Betafaktor wird in der Finanzwissenschaft und insbesondere in der Kapitalmarkttheorie eine betriebswirtschaftliche Kennzahl bezeichnet, die das bei einer Geldanlage oder Investition vom Risikoträger eingegangene systematische Risiko wiedergibt.

## Allgemeines
Der Betafaktor ({\displaystyle \beta }-Faktor) ist ein Risikomaß, welches das Finanzrisiko einer Geldanlage oder das Investitionsrisiko einer Investition im Vergleich zum Gesamtmarkt widerspiegelt. Verglichen wird beispielsweise das Kursrisiko einer bestimmten Aktie im Vergleich zur Kursentwicklung auf dem gesamten Aktienmarkt (konkreter: Aktienindex des DAX oder S&P 500). Daraus ergeben sich verallgemeinert drei Alternativen, nämlich dass der Aktienkurs einer Aktie genauso schwankt wie der Aktienmarkt oder weniger oder mehr schwankt als der Aktienmarkt. Dieses Konzept lässt sich auf alle Kursrisiken übertragen wie beispielsweise auf sämtliche Wertpapiere (also auch Anleihen) oder Devisenkurse auf dem Devisenmarkt.
Dabei ist zu berücksichtigen, dass der Betafaktor lediglich das systematische Risiko betrifft, also marktbedingte Volatilitäten, die nicht vom Emittenten des Finanzprodukts oder Finanzinstruments verursacht werden (etwa der Einfluss einer Unternehmenskrise auf den Aktienkurs dieses Unternehmens), sondern sich beispielsweise aus dem Konjunkturverlauf ergeben. Nur dieses Risiko lässt sich nicht durch Risikodiversifikation beseitigen, so dass der Betafaktor das systematische Risiko herausfiltern kann. Es wird mithin davon ausgegangen, dass ein unsystematisches Risiko nicht (mehr) vorhanden ist.

## Beschreibung
Im Hinblick auf den Betafaktor können vier Gruppen von Wertpapieren gebildet werden:
| {\displaystyle \beta }-Faktor | Bedeutung                                                                       |
| ----------------------------- | ------------------------------------------------------------------------------- |
| {\displaystyle \beta =0}      | das Wertpapier ist risikolos                                                    |
| {\displaystyle \beta <1}      | der Wertpapierkurs bewegt sich weniger stark als die Kurse auf dem Gesamtmarkt. |
| {\displaystyle \beta =1}      | der Wertpapierkurs bewegt sich gleich den Kursen auf dem Gesamtmarkt            |
| {\displaystyle \beta >1}      | der Wertpapierkurs schwankt stärker als die Kurse auf dem Gesamtmarkt           |

Ist der Betafaktor größer als eins, sind Finanzprodukte risikoreicher als das Marktportfolio bzw. reagieren überproportional auf die Marktentwicklung. Ist der Betafaktor dagegen kleiner als eins, sind diese Kapitalanlagen risikoärmer als das Marktportfolio bzw. reagieren unterproportional auf die Marktentwicklung. Eine risikolose Anlage hat den Betafaktor Null wie beispielsweise mit Triple A-Rating versehene  Staatsanleihen, die deshalb einen risikolosen Zinssatz besitzen. Ein negatives Beta bedeutet, dass sich die Rendite des Vermögensgegenstandes gegenläufig zum Gesamtmarkt entwickelt.

## Mathematische Darstellung
Der Betafaktor eines Wertpapiers {\displaystyle i} gegenüber einem effizienten Marktportfolio {\displaystyle M} ergibt sich durch mathematische Herleitung als Quotient der Kovarianz zwischen der Rendite des Wertpapiers {\displaystyle r_{i}} und der Rendite des Marktes {\displaystyle r_{M}} und der Varianz der Rendite des Marktes:
{\displaystyle {\text{Betafaktor}}={\frac {\operatorname {Cov} (r_{i},r_{M})}{\operatorname {Var} (r_{M})}}=\operatorname {Corr} (i,M){\frac {\operatorname {SD} (r_{i})}{\operatorname {SD} (r_{M})}}},
bzw.
{\displaystyle \beta ={\frac {\sigma _{iM}}{\sigma _{M}^{2}}}=\rho _{iM}{\frac {\sigma _{i}}{\sigma _{M}}}},
d. h. als der Quotient aus der Kovarianz der Renditeerwartung des Wertpapiers {\displaystyle i} mit der Renditeerwartung des Marktportfolios {\displaystyle M} zu der Varianz des Marktportfolios {\displaystyle M}, oder äquivalent als Produkt aus dem Korrelationskoeffizienten der Renditeerwartungen des Wertpapiers {\displaystyle i} zu der des Marktportfolios {\displaystyle M} mit dem Verhältnis von Standardabweichung der Renditeerwartung des Wertpapiers {\displaystyle i} zur Standardabweichung der Renditeerwartung des Marktportfolios {\displaystyle M}.
Das Beta eines Marktportfolios ist damit definitionsgemäß 1.
Das {\displaystyle \beta } sagt aus, welche Änderung die erwartete Rendite eines individuellen Wertpapiers bzw. Wertpapierportfolios bei einer Änderung der Rendite des Marktportfolios um einen Prozentpunkt erfährt. Es zeigt damit einen linearen Zusammenhang zwischen der erwarteten Rendite einer risikobehafteten Investition und der erwarteten Rendite des Marktportfolios auf.

### Anwendung in der Praxis
Unternehmensbewertung
Der Betafaktor des Capital Asset Pricing Model (CAPM) wird insbesondere für die Bestimmung risikogerechter Diskontierungszinssätze (Kapitalkosten) bei der Unternehmensbewertung verwendet. Das CAPM bildet auch die Grundlage der Bewertung gemäß der Bewertungsstandard des Instituts der  Wirtschaftsprüfer (IDW S1). Die Renditeforderung der Eigenkapitalgeber ergibt sich demnach wie folgt:
{\displaystyle r_{EK}=r_{F}+\beta \cdot \left(r_{M}-r_{F}\right)}.
Die Verzinsung einer risikobehafteten Anlage ergibt sich aus der Verzinsung einer risikolosen Anlage {\displaystyle r_{F}} zuzüglich einer Risikoprämie. Die Risikoprämie erhält man durch Multiplikation der Risikoprämie des Marktes ({\displaystyle r_{M}-r_{F}}) mit dem Maß für das unternehmensindividuelle Risiko {\displaystyle \beta }. Die Ermittlung der einzelnen Größen findet man im Artikel über das Capital Asset Pricing Model.
Entwicklung von Anlagestrategien
In der Anlagepraxis führt die Benutzung des Betafaktors zur Risikogewichtung von Wertpapieren und hat so wesentlichen Einfluss auf die Höhe individueller Bewertungen und die Konstruktion von insbesondere marktphasengetriebenen Anlagestrategien.
Entscheidend für die Aufnahme eines Wertpapiers in das Portfolio ist sein Beitrag zum Risiko des Gesamtportfolios. Ist das Beta sowie die Standardabweichungen des Wertpapiers ({\displaystyle WP}) und des Portfolios ({\displaystyle PF}) bekannt, so lässt sich damit der Korrelationskoeffizient berechnen:
{\displaystyle \beta _{\text{WP}}={\frac {\rho _{\text{EP}}\sigma _{\text{WP}}}{\sigma _{\text{PF}}}}\quad \Leftrightarrow \quad \rho _{\text{EP}}={\frac {\beta _{\text{WP}}\sigma _{\text{PF}}}{\sigma _{\text{WP}}}}}.
Diese wird für die Berechnung der Varianz des erweiterten Portfolios ({\displaystyle EP}) benötigt:
{\displaystyle \sigma _{\text{EP}}^{2}=\sigma _{1}^{2}x_{1}^{2}+\sigma _{2}^{2}x_{2}^{2}+2x_{1}x_{2}\sigma _{1}\sigma _{2}\rho _{12}}.

## Ermittlung von Betafaktoren

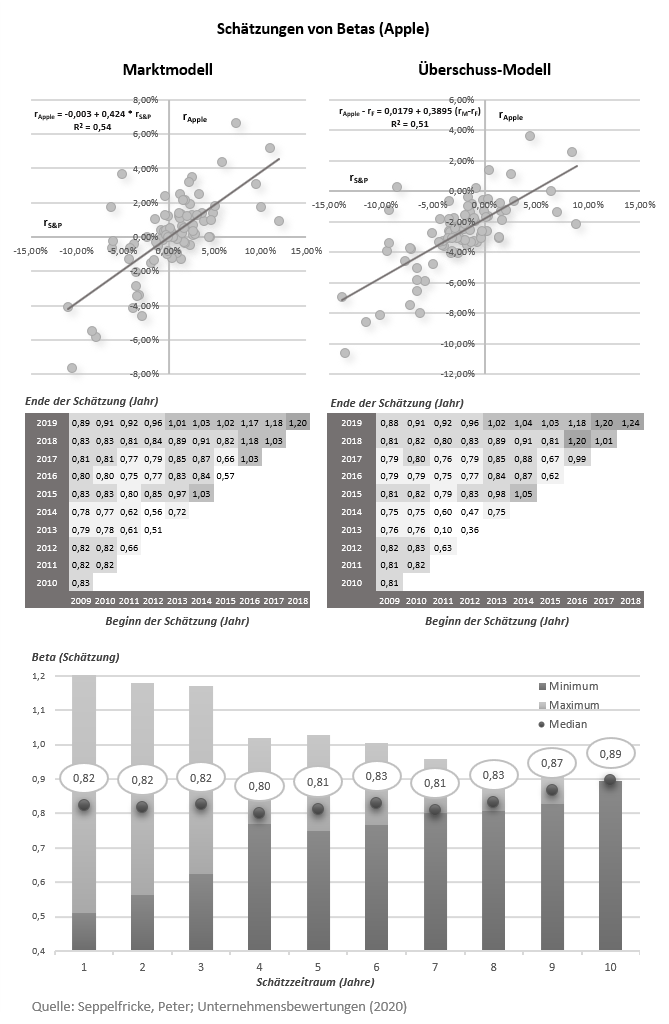
Schätzung von Betafaktoren

### Ermittlung anhand von linearen Regressionen
Der Betafaktor eines börsennotierten Unternehmens {\displaystyle i} ergibt sich aus dem Verhältnis der Kovarianz zwischen der Rendite des Unternehmens {\displaystyle r_{i}} und die Marktrendite {\displaystyle r_{M}} zur Varianz der Marktrendite {\displaystyle \sigma _{M}^{2}}. Die Betas können anhand von Zeitreihendaten mit einer einfachen linearen Regression in der Form
{\displaystyle r_{i,t}=\alpha +\beta r_{M,t}+\varepsilon _{t}\quad {\text{mit}}\quad \Delta \epsilon _{t}=u_{t}{\sqrt {\Delta t}}\quad {\text{wobei}}\quad u_{t}\;\sim \;{\mathcal {N}}(0,1)\quad {\text{und}}\quad t=1,2,\ldots ,T}
geschätzt werden. Dabei bezeichnet {\displaystyle r_{i}} die Rendite des betrachteten Unternehmens und {\displaystyle r_{M}} die Marktrendite. Dieses Modell bezeichnet man auch als Marktmodell. Man beachte, dass bei diesem Ansatz keine Zeitreihe für eine risikolose Verzinsung benötigt wird. Der geschätzte Parameter α liefert hier eine Schätzung für die risikolose Rendite. Alternativ lässt sich das β auch anhand von Überschussrenditen (englisch excess returns) ermitteln:
{\displaystyle r_{i,t}-r_{f,t}=\alpha +\beta (r_{M,t}-r_{f,t})+\varepsilon _{t}\;}
Die nebenstehende Abbildung zeigt am Beispiel der Apple-Aktie auf, dass die Schätzergebnisse sehr unterschiedlich ausfallen können. Die erheblichen Unterschiede können durch die verschiedenen Freiheitsgrade bei der Schätzung erklärt werden:
- Regressionsmodell: Bei der Verwendung des Marktmodells erhält man andere Schätzer als bei der Verwendung von Überschussrenditen. Die Betas können um einige Prozentpunkte voneinander abweichen. Die Wahl der Schätzmethode (Methode der kleinsten Quadrate (KQ-Schätzung), Maximum-Likelihood-Methode (ML-Schätzung)) hat keinen Einfluss auf die Ergebnisse da diese für lineare Modelle identische Ergebnisse liefern.
- Schätzzeitraum (Phase): Die geschätzten Betas sind im Zeitablauf nicht stabil. So sind die aktuell geschätzten Betas von Apple ca. 30 % höher als die Betas, die man vor etwa 10 Jahren geschätzt hat.
- Schätzzeitraum (Länge der Schätzung): Bei Einjahresschätzungen beträgt die Spanne der Schätzungen 0,5-1,2. Die Spannweite engt sich bei Schätzungen über einen Zeitraum von 5 Jahren auf 0,25 ein. Bei einer Schätzdauer von 10 Jahren ist die Spanne kaum mehr vorhanden.

Man erkennt, dass die Schätzung geeigneter Betafaktoren nicht trivial ist. Obwohl das CAPM ein Einperiodenmodell ist, müssen die Betas über einen Beobachtungszeitraum geschätzt werden. In diesem Beobachtungszeitraum können sich die individuellen Geschäftsrisiken und finanziellen Risiken erheblich verändern und zu einer wenig aussagekräftigen Schätzung des systematischen Risikos führen. Bei einer Schätzung von Betas mit Hilfe einer Peer-Group gleichen sich erfahrungsgemäß einige dieser Verzerrungen aus.

### Ermittlung der Betafaktoren mit Hilfe einer Peer-Group
Die Schätzung von Betafaktoren mit Hilfe von vergleichbaren Unternehmen hat den Vorteil, dass die geschätzten Parameter stabiler sind als bei einer Einzelschätzung des Marktmodells. Darüber hinaus muss ein Unternehmen börsennotiert sein, wenn das CAPM zur Ermittlung von Risikozuschlägen herangezogen werden soll. Anderenfalls sind die Renditen des zu bewertenden Unternehmens nicht am Kapitalmarkt beobachtbar. Bei nicht börsennotierten Unternehmen kann der Betafaktor deshalb nur durch Betafaktoren vergleichbarer Unternehmen („Branchenbetas“ bzw. Betas einer „Peer-Group“) angenähert werden.
Die folgende Tabelle zeigt die geschätzten Betafaktoren für eine Peer-Group von Microsoft auf. Der Mittelwert der geschätzten Betas (Levered Betas) beläuft sich auf 1,11. Dieses Beta repräsentiert recht gut die typischen systematischen Risiken von verschuldeten Unternehmen in der Software-Branche. Dabei muss jedoch beachtet werden, dass die systematischen Risiken sowohl Marktrisken, operative Risiken als auch finanzielle Risiken beinhalten. Sofern diese Risiken von Peer-Group-Unternehmen und dem zu bewertenden Unternehmen vergleichbar sind, ist die Ermittlung von Betas anhand einer Peer-Group sachgerecht.
| Peer-Group | Levered Beta                    | Debt Val.                       | Mkt. Val. Equity                | Debt / Equity                   | Debt / Total Cap.               | Marginal Tax Rate               | Unlevered Beta |
| VMware, Inc. | 1,24                            | 4.981                           | 62.529                          | 8,0 %                           | 7,4 %                           | 27,0 %                          | 1,17           |
| Oracle Corporation                                                                                               | 0,86                            | 56.776                          | 177.617                         | 32,0 %                          | 24,2 %                          | 27,0 %                          | 0,69           |
| Alphabet Inc. | 0,91                            | 14.226                          | 861.202                         | 1,7 %                           | 1,6 %                           | 27,0 %                          | 0,90           |
| salesforce.com, inc.                                                                                             | 1,55                            | 6.432                           | 124.588                         | 5,2 %                           | 4,9 %                           | 27,0 %                          | 1,49           |
| Workday, Inc. | 1,37                            | 1.543                           | 34.889                          | 4,4 %                           | 4,2 %                           | 27,0 %                          | 1,33           |
| ServiceNow, Inc.                                                                                                 | 1,51                            | 1.107                           | 42.805                          | 2,6 %                           | 2,5 %                           | 27,0 %                          | 1,48           |
| Adobe Inc. | 1,17                            | 4.137                           | 126.388                         | 3,3 %                           | 3,2 %                           | 27,0 %                          | 1,14           |
| Splunk Inc. | 1,83                            | 1.906                           | 17.048                          | 11,2 %                          | 10,1 %                          | 27,0 %                          | 1,69           |
| Citrix Systems, Inc.                                                                                             | 0,64                            | 989                             | 13.627                          | 7,3 %                           | 6,8 %                           | 27,0 %                          | 0,61           |
| Mittelwert | 1,11                            | 9.476                           | 146.069                         | 7,5 %                           | 6,5 %                           | 27,0 %                          | 1,05           |
| |                                 |                                 |                                 |                                 |                                 |                                 |                |
| Microsoft Corporation                                                                                            | Microsoft Corporation           | 86.455                          | 1.049.415                       | 8,2 %                           | 7,6 %                           | 27,0 %                          | 1,03           |
| Relevered Beta (Hamada)                                                                                          | Relevered Beta (Hamada)         | Relevered Beta (Hamada)         | Relevered Beta (Hamada)         | Relevered Beta (Hamada)         | Relevered Beta (Hamada)         | Relevered Beta (Hamada)         | 1,114          |
| Relevered Beta (Miles/Ezzel)                                                                                     | Relevered Beta (Miles/Ezzel)    | Relevered Beta (Miles/Ezzel)    | Relevered Beta (Miles/Ezzel)    | Relevered Beta (Miles/Ezzel)    | Relevered Beta (Miles/Ezzel)    | Relevered Beta (Miles/Ezzel)    | 1,137          |
| Relevered Beta (Harris/Pringle)                                                                                  | Relevered Beta (Harris/Pringle) | Relevered Beta (Harris/Pringle) | Relevered Beta (Harris/Pringle) | Relevered Beta (Harris/Pringle) | Relevered Beta (Harris/Pringle) | Relevered Beta (Harris/Pringle) | 1,138          |
| Berechnungen: |                                 |                                 |                                 |                                 |                                 |                                 |                |
| Hamada: ø Unlevered Beta x (1 + Debt / Equity x (1 - Tax Rate)) = 1,05 x (1 + 8,2 % x (1 - 27,0 %)) = 1,114      |                                 |                                 |                                 |                                 |                                 |                                 |                |
| Miles/Ezzel: ø Unlevered Beta x (1 + Debt / Equity x (1 - s*rf/1+rf)) = 1,05 x (1 + 8,2 % x (1 - 0,6 %)) = 1,137 |                                 |                                 |                                 |                                 |                                 |                                 |                |
| Harris/Pringle: ø Unlevered Beta x (1 + Debt / Equity) = 1,05 x (1 + 8,2 %) = 1,138                              |                                 |                                 |                                 |                                 |                                 |                                 |                |

Bei der Zusammenstellung der Peer-Group ist deshalb darauf zu achten, dass die Vergleichsunternehmen ähnliche Risiken wie das zu bewertende Unternehmen aufweisen. In der Regel sind Unternehmen einer Branche vergleichbaren Geschäftsrisiken ausgesetzt. Man wird jedoch häufig feststellen, dass sich diese Unternehmen trotz Branchenzugehörigkeit hinsichtlich ihrer finanziellen Risiken erheblich unterscheiden können. In diesen Fällen wird vorgeschlagen, die geschätzten Betas jeweils um das individuelle finanzielle Risiko zu bereinigen.
Zu diesem Zweck werden für die Peer-Group-Unternehmen zunächst Betas errechnet, die sich bei einer fehlenden Verschuldung dieser Unternehmen ergeben würden. Die Betas unverschuldeter Unternehmen (»unlevered Betas«) können aus den geschätzten Betas verschuldeter Unternehmen (»levered Betas«) gemäß der sog. Hamada-Formel (vgl. Anhang unten) ermittelt werden:
{\displaystyle \beta _{u,i}={\frac {\beta _{l,i}}{1+(1-s){\frac {FK_{i}}{EK_{i}}}}}}
mit
- βu,i: Betafaktor des unverschuldeten Unternehmens i,
- βl,i: Betafaktor des teilweise fremdfinanzierten Unternehmens i,
- s: konstanter Gewinnsteuersatz des Unternehmens,
- FK: Marktwert des Fremdkapitals des Unternehmens i,
- EK: Marktwert des Eigenkapitals des Unternehmens i.

Aus den unlevered Betas wird das arithmetische Mittel oder der Median der Betas der Peer-Group (βl,PG) ermittelt. Dieses Beta spiegelt repräsentativ die systematischen Geschäftsrisiken eines unverschuldeten Unternehmens in der Branche bzw. Peer-Group ab. Damit es auch die finanziellen Risiken eines Unternehmens abbildet, muss dieses Beta mit der Kapitalstruktur des zu bewertenden Unternehmens »relevered« werden:
{\displaystyle \beta _{l,i}=\beta _{l,PG}\cdot \;\left(1+(1-s){\frac {FK_{i}}{EK_{i}}}\right)} .
Man erkennt an der obigen Tabelle, dass das derartig geschätzte Beta von Microsoft gemäß der Hamada-Formel 1,114 beträgt. Es gibt keinen nennenswerten Unterschied zum Durchschnitt der verschuldeten Betas. Neben der Formel von Hamada wurden auch die Ansätze Miles/Ezzel sowie von Harris/Pringel durchgerechnet (vgl. Anhang unten). Es ergeben sich ebenfalls keine signifikanten Unterschiede.
Es fällt jedoch auf, dass in der Peer-Group die Betas der unverschuldeten Unternehmen noch ähnlich stark streuen wie die Betas der verschuldeten Unternehmen. Dies deutet darauf hin, dass durch das „unlevern“ keine Nivellierung der Risiken stattgefunden hat. Die Betas der unverschuldeten Unternehmen sollten innerhalb einer Branche eigentlich alle recht ähnlich ausfallen und ausschließlich die – recht vergleichbaren – Geschäftsrisiken abbilden.
Starke Schwankungen bei den unlevered Betas sind ein Indiz dafür, dass die Produktions- und Kostenstrukturen der Unternehmen innerhalb der Peer-Group bzw. Branche unterschiedlich sind. Bei der Analyse des Operating leverage wird deutlich, dass der Anteil der Fixkosten in erheblichem Ausmaß die Risiken für die Kapitalgeber beeinflussen kann. Es ist deshalb naheliegend, bei der Berechnung von Betas mit Hilfe einer Peergroup auch die Hebelwirkung des „Degree of Operating Leverage“ (DOL) herauszurechnen. Der Zusammenhang zwischen DOL und Beta wird in der Fachliteratur zumeist folgendermaßen beschrieben :
{\displaystyle \beta _{\text{unlevered}}=\beta _{\text{Operating Business}}\cdot \left(1+{\frac {\text{Fixe Kosten}}{\text{Variable Kosten}}}\right)}.
Das aufwendige „Unlevern“ und „Relevern“ von empirischen Betas ist sehr angreifbar. So werden die finanziellen Risiken ausschließlich am Verschuldungsgrad festgemacht; andere wichtige Ursachen für finanzielle Probleme von Unternehmen werden ignoriert. Dies geht an der Realität vorbei. Zahlungsprobleme treten z. B. weitaus häufiger auf als Probleme der Überschuldung. Bei der Eliminierung des Operating Leverage greift eine ähnliche Kritik. Auch die operativen Ergebnisschwankungen werden ausschließlich am Anteil der fixen Kosten festgemacht, die Realität ist jedoch weitaus komplexer. Operative Ergebnisschwankungen hängen auch davon ab, inwieweit ein Unternehmen in Bezug auf Produkte, Kunden, Lieferanten und Absatzmärkten diversifiziert ist. Das ausgefeilte Unlevern und Relevern von verschiedenen Risikoarten (finanziellen Risiken, operativen Risiken) erscheint vor dem Hintergrund der zahlreichen Schätzungenauigkeiten (Auswahl des Marktindex, Berechnung der Marktrendite, Auswahl von Schätzzeiträumen, Auswahl der Schätzmethode, Auswahl der Peer-Group) eher als akademische Spitzfindigkeit. Es wird eine Scheingenauigkeit suggeriert, welche die zugrundeliegenden Daten regelmäßig nicht hergeben.

## Leveraging/Deleveraging von Betafaktoren
Die klassische Formel von Modigliani/Miller (MM) zur Berechnung der Eigenkapitalrendite mit einfachen Gewinnsteuern und risikolosem Fremdkapital lautet:
{\displaystyle r_{\text{EK}}=r_{\text{GK}}+(r_{\text{GK}}-r_{\text{FK}})\cdot \ (1-s)\cdot {\frac {FK}{EK}}}.
Durch Integration der Kosten für das verschuldete und unverschuldete Eigenkapital
{\displaystyle r_{\text{EK}}=r_{\text{FK}}+\beta _{\text{lev}}\cdot MRP}
{\displaystyle r_{\text{GK}}=r_{\text{FK}}+\beta _{\text{unlev}}\cdot MRP}
in die MM-Formel erhält man einen Zusammenhang zwischen den verschuldeten und unverschuldeten Betas:
{\displaystyle r_{\text{FK}}+\beta _{\text{lev}}\cdot MRP=r_{\text{FK}}+\beta _{\text{unlev}}\cdot MRP+\beta _{\text{unlev}}\cdot MRP\cdot (1-s)\cdot {\frac {FK}{EK}}},
woraus sich die sogenannte Hamada-Formel ergibt:
{\displaystyle \beta _{\text{lev}}=\beta _{\text{unlev}}\cdot \left(1+(1-s)\cdot {\frac {FK}{EK}}\right)}.
Diese Formel findet man am häufigsten in Lehrbüchern und wird regelmäßig auch in der Praxis angewendet. Die Hamada-Formel wird auch als MM-Anpassungsformel oder Textbuch-Formel bezeichnet.
Diese Formel basiert auf der Annahme, dass das Fremdkapital zum risikolosen Zins aufgenommen werden kann. Diese Vereinfachung kann nur bei Unternehmen mit einem sehr guten Rating (Investment Grade) gerechtfertigt werden. Darüber hinaus wird angenommen, dass der Bestand an Fremdkapital in seiner absoluten Höhe konstant bleibt. Dies würde bedeuten, dass es im Zeitablauf bei steigenden Unternehmenswerten zu einem sinkenden Verschuldungsgrad kommt. Diese Annahme impliziert damit auch, dass der Fremdkapitalzins in jeder Periode gleich hoch ausfällt und das Tax Shield als sicher angenommen werden kann.
Aufgrund der unrealistischen Annahmen wurden deshalb Modifikation der MM-Formel vorgenommen. Miles/Ezzel nehmen an, dass der Fremdkapitalbestand auf Marktwertbasis konstant bleibt. Der Marktwert des Eigenkapitals bestimmt damit indirekt auch den Fremdkapitalbestand in einer bestimmten Rechnungsperiode. In der Folge ist lediglich das Tax Shield der ersten Perioden sicher. Die zukünftigen Tax Shields sind demgegenüber als unsicher zu betrachten und unterliegen demselben Risiko wie das Eigenkapital. Demzufolge sind die Tax Shields mit den Eigenkapitalkosten des unverschuldeten Unternehmens abzuzinsen. Miles/Ezzel leiten auf Basis dieser Annahmen folgende Formel her:
{\displaystyle \beta _{\text{lev}}=\beta _{\text{unlev}}\cdot \left(1+\left(\left(1-{\frac {sr_{F}}{1+r_{F}}}\right)\cdot {\frac {FK}{EK}}\right)\right)}.
Diese Formeln lässt sich weiter vereinfachen, wenn die Entstehung von Tax Shields von Beginn an als risikobehaftet angenommen wird. Auf Basis dieser Annahme leitet sich die sog. Harris/Pringle-Formel her:
{\displaystyle \beta _{\text{lev}}=\beta _{\text{unlev}}\cdot \left(1+{\frac {FK}{EK}}\right)}.
Diese einfache Formel wird ebenfalls häufig in der Praxis angewendet.

## Wirtschaftliche Aspekte
Der Betafaktor bezieht sich ausschließlich auf das systematische Risiko, wobei ein effizient diversifiziertes Portfolio kein unsystematisches Risiko mehr aufweist. Die Risikomessung durch den Betafaktor ist allerdings begrenzt aussagekräftig, weil man sich für die Ermittlung von Erwartungswerten auf vergangenheitsorientierte Marktdaten stützen muss.
Der Alphafaktor ist das Pendant zum Betafaktor und bezieht sich auf das unsystematische Risiko einer Geldanlage oder Investition.